# Foliscopi

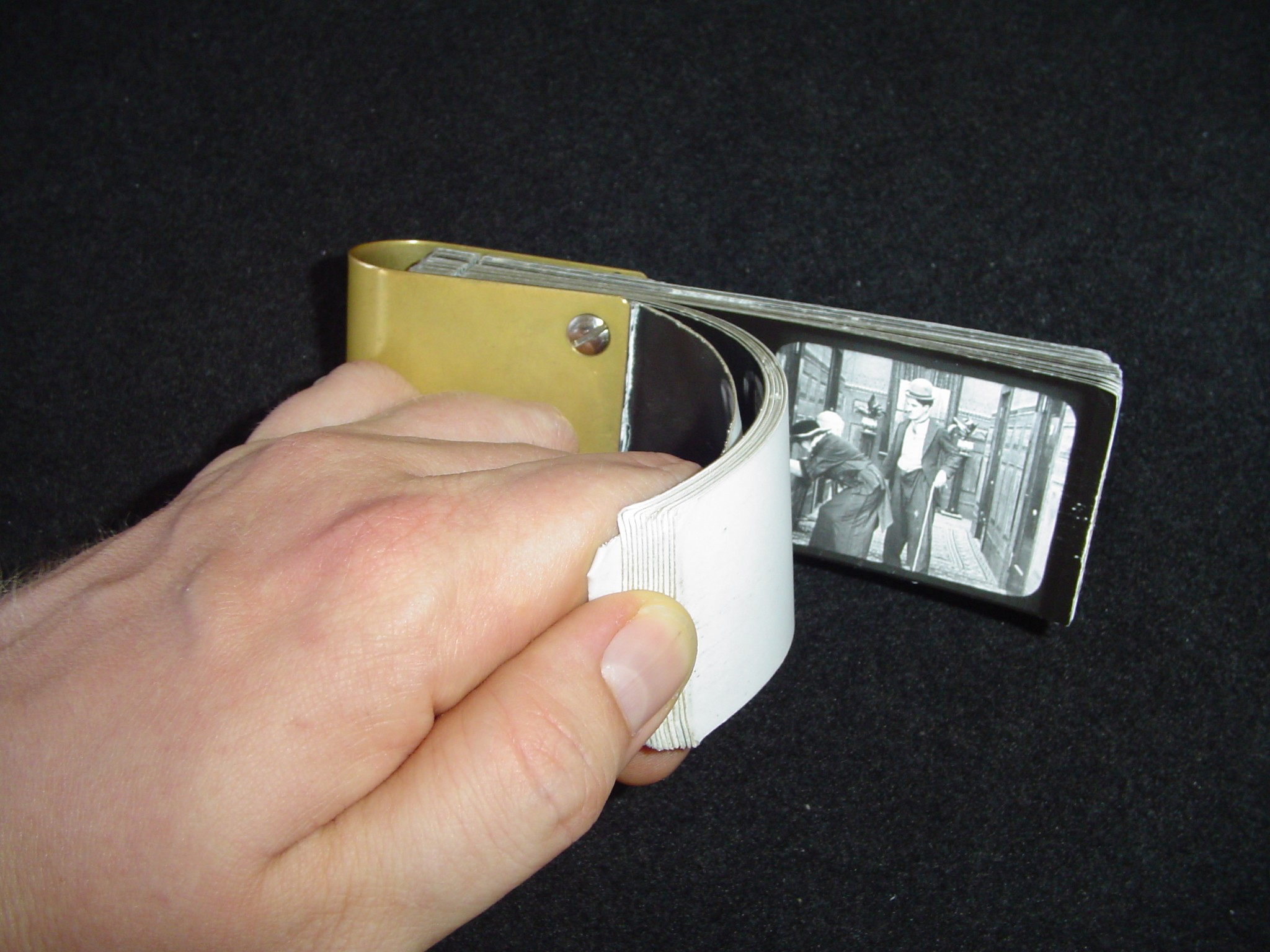
Foliscopi

Un foliscopi (flip book o flick book, en anglès) és un llibre, generalment realitzat amb dibuixos, que conté una sèrie d'imatges que varien gradualment d'una pàgina a la següent, de manera que en passar les pàgines ràpidament les imatges semblin animar-se tot simulant un moviment o altra mena de canvi, podent així observar el desenvolupament de l'acció que està realitzant el personatge (o personatges) de la imatge. El foliscopi també és conegut com a llibre animat o llibreta animada.
Els foliscopis són, essencialment, una forma primitiva d'animació, que juga amb la persistència retinal, com la pel·lícula cinematogràfica.

## Origen
La primera evidència que tenim d'un mecanisme com aquest és el mutoscopi (del llatí "motus", moviment i del grec "skopein", contemplar) de Philippe Jacob Lautenburger. Lautenburger va ser un artista que el 1760 va elaborar un quadern en el qual va dibuixar a les pàgines imparells una imatge. A cada pàgina apareixia la mateixa figura en diferents fases d'un moviment. En passar les pàgines del quadern ràpidament es produïa la il·lusió de moviment de la figura. Això s'aconseguia a més pel fet que totes les figures tenien la mateixa grandària i ocupaven el mateix lloc a les respectives pàgines.
Basant-se en aquest mateix mecanisme, el 1898, Henry William Short patenta el filoscopi, canviant en aquest cas els dibuixos per fotografies. Aquest mecanisme es va comercialitzar amb les fulles del quadern introduïdes en una petita caixa de fusta que les mantenia d'una banda pressionades, activant el mecanisme de forma automatitzada en pressionar una petita palanca.

## Funcionament
Els foliscopis creen la il·lusió de moviment continu tot mostrant una sèrie d'imatges discontínues i successives. En lloc de "llegir" d'esquerra a dreta, l'espectador es limita a fixar la vista en el mateix punt de la imatge mentre passa les pàgines. Cal passar-les a prou velocitat perquè es creï la il·lusió de moviment; és per això que la forma normal de veure-ho és aguantant el foliscopi amb una mà mentre es passen les pàgines una a una, però sense pausa, amb el polze de l'altra mà. La paraula alemanya Daumenkino ('cinema de polze') reflecteix aquest procés, és la unió de Daumen (polze) i Kino (sala de cinema).
A més, com aquesta joguina òptica ha de crear la il·lusió de moviment dels elements dels dibuixos o les imatges, cal que aquests estiguin ben situats al paper tota l'estona per poder aconseguir aquest efecte.

## Història i usos culturals

Exemple d'animació per foliscopi

A vegades s'ha suposat que el foliscopi ha existit des de molts abans de la invenció dels dispositius d'animació més complexos del segle xix com el fenaquitoscopi i el zoòtrop, però no s'ha trobat evidència concloent. Existeixen alguns llibres medievals amb imatges seqüencials, com Sigenot (1470), les il·lustracions del qual són emmarcades i presenten intervals curts entre les diferents fases d'acció, però les imatges no poden produir la il·lusió d'un moviment fluid. La noció necessària de mesures més petites que un segon no es desenvoluparia realment fins al segle xix.
El primer foliscopi fou patentat pel britànic John Barnes Linnet el setembre de 1868 amb el nom de kineograph. Fou la primera forma d'animació que va emprar una seqüència lineal d'imatges en lloc de la circular (el vell fenaquistoscopi). El pioner de cinema alemany Max Skladanowsky exhibí per primera vegada les seves imatges fotogràfiques en sèrie en forma de foliscopi el 1894, mentre que ell i el seu germà Emil no desenvoluparen un projector cinematogràfic propi fins a l'any següent.
El 1895, Herman Caler i Dickson inventaren una mena de foliscopi mecanitzat anoment mutoscopi, que muntava les pàgines en un cilindre rotatiu central en lloc de prendre forma de llibre. El mutoscopi es conservà com a atracció popular fins a mitjans del segle xx, utilitzat com a màquines que funcionaven amb monedes en els parcs d'atraccions i les sales recreatives. El 1897, el cineasta anglès Henry William Short començà a vendre el seu foliscopi, que era un foliscopi situat sobre un suport de metall per a facilitar el passatge de les pàgines.
Els foliscopis es consideren en l'actualitat una joguina infantil; als Estats Units havien estat un "premi" habitual a les capses de cereals. No obstant això, més enllà del seu paper en els inicis del cinema, des de la seva creació han estat una eina promocional efectiva per a productes orientats clarament a adults com l'automòbil i la cigarreta. Continuen sent usats en estratègies de màrqueting de tota classe, així com en l'art i a les col·leccions fotogràfiques. Els foliscopis antics són molt populars entre col·leccionistes, sobretot aquells més difícils d'aconseguir, els creats entre finals del segle xix i principis del XX, han arribat a atènyer milers d'euros en vendes i subhastes.
Des de 2007, Walt Disney Animation Studios ha iniciat les seves pel·lícules amb un logotip de producció que inicialment evoca un foliscopi. Comença amb la representació d'una pàgina de paper buida, després, quan les pàgines comencen a passar, es dibuixen els detalls de Mickey Mouse a Steamboat Willie.
El primer festival internacional de foliscopis fou organitzat el 2004 per la Akademie Schloss Solitude a Stuttgart. El festival internacional Flipt! se celebra a Linz (Àustria) des del 2005.
El 2010, els serveis postals d'Hongria van llançar un foliscopi i segells que representaven un gömböc en moviment. Israel va crear un "Quadern de segells d'animació israelià" aquest mateix any, en commemoració del "250 aniversari del folioscopi".
El disseny del passaport finlandès llançat en 2012 conté un flip book d'un ant caminant.